# مكورة غريبة مقاومة للإشعاع
مكورة غريبة مقاومة للإشعاع (الاسم العلمي:Deinococcus radiodurans) هي نوع من بكتيريا تتبع جنس المكورة الغريبة من فصيلة المكورات الغريبة. وهي بكتيريا أليفة للظروف القاسية، وتُعتبر واحدة من أكثر الكائنات الحية المعروفة مقاومةً للإشعاع، حيثُ أنها تستطيع التواجد في الأجواء الباردة والجافة والفارغة والحمضية، لذلك تُعرف بأنها مُحبة للظروف القاسية المتعددة وقد وُضعت كأقوى بكتيريا في العالم ضمن موسوعة غينيس للأرقام القياسية.